# 三星Pro815
三星 Pro815（英語：Samsung Pro815）是大韩民国三星集团在2005年推出的一款数码照相机，3.5英寸的液晶、15倍变焦镜头和一个大容量的电池，但是被批评聚焦缓慢、快门滞后、缺乏图像稳定和图像缩放质量差。